# Eugène Léon Fourcade
Eugène Léon Fourcade, né le 27 août 1860 à Tarbes et mort le 27 avril 1932 à Pau, est un général de brigade français, qui a participé à plusieurs campagnes coloniales françaises ainsi qu'à la Première Guerre mondiale.

## Formation
Il sort de l'École d'application de l'artillerie à Fontainebleau en 1883 et rejoint l'artillerie de marine.

## Campagnes

### Tonkin (1885-1888, 1903-1905)
Il effectue deux séjours au Tonkin,le premier entre 1885 et 1888, et le deuxième entre 1903 et 1905.

### Madagascar (1894-1895, 1899-1900, 1903, 1909-1911)
En 1900, l'artillerie de marine a été transférée de la Marine à l'Armée de Terre et ses régiments ont alors été renommés d'artillerie "coloniale".

### Première Guerre mondiale
En 1913, âgé de 53 ans, Fourcade est mis en résidence libre. Néanmoins, le 27 mai 1914, quelques mois avant le début de la Grande Guerre, il est promu général de brigade et le 24 juin il est rappelé pour rejoindre le Comité technique du Génie, puis le Comité consultatif de défense des colonies. Il reste dans ces rôles jusqu'à l'été 1915, quand il est mis à la disposition du Corps expéditionnaire d'Orient. Il part alors pour la péninsule de Gallipoli, en Turquie, où il prend le commandement d'une brigade d'infanterie coloniale pendant la bataille des Dardanelles. Il est le dernier général français à être évacué de la presqu'île, en janvier 1916.
Ensuite il est transporté avec ses hommes à Salonique, au nord de la Grèce, où les alliés ont rassemblé des troupes pour freiner l'invasion de la Serbie par la Bulgarie. C'est le début de ce qu'on appelle le Front de Macédoine. Fourcade commande la 33e brigade d'infanterie coloniale, qui fait partie de la 17e division d'infanterie coloniale et regroupe les 54e et 56e régiments d'infanterie coloniales ainsi que d'autres petites unités.
Après plusieurs mois à la défensive, les hommes de Fourcade prennent part à la bataille de Dojran en août 1916, où ils subissent des fortes pertes pour des gains très maigres,. Déplacés ensuite vers l’extrême occidental du front, à Flórina, ils participent à l'offensive alliée qui prend Monastir en octobre-novembre 1916 au prix, à nouveau, de beaucoup de morts et blessés.
Le 25 janvier 1917, Fourcade assume provisoirement le commandement de la 17e D.I.C. car son chef, le général Gérôme, part en permission en France. Or, seulement un mois après Fourcade tombe gravement malade et doit être évacué à Salonique.
Il quitte ensuite la Grèce pour commander l'artillerie de l'Algérie à partir de juillet 1917 et jusqu'à la fin de la guerre.

## Grades
- 01/10/1883 : lieutenant en 2de
- 18/10/1883 : lieutenant en 1er
- 05/11/1885 : capitaine
- 26/02/1889 : capitaine en 1er
- 12/01/1897 : chef d'escadron
- 01/12/1900 : lieutenant-colonel
- 26/12/1905 : colonel
- 21/05/1914 : général de brigade

## Postes
- 1892 - 1894 : chef du service d'artillerie de La Réunion[1]
- 1909 - 1911 : commandant du point d'appui de la flotte de Diego-Suarez au Madagascar
- août 1915 - janvier 1916 : commandant de la 2e brigade (puis renommée 1re brigade[8]) de la 1re Division d'Infanterie du corps expéditionnaire d'Orient
- janvier 1916 -janvier 1917 : commandant de la 33e brigade d'infanterie coloniale (17e Division d'infanterie coloniale)
- janvier - février 1917 : commandant par intérim de la 17e Division d'infanterie coloniale
- juillet 1917 - octobre 1919 : commandant de l'artillerie en Algérie
- octobre 1919 : adjoint au préfet du 3e Département Maritime, commandant la subdivision de Lorient

## Distinctions

### Décorations françaises
- Commandeur de la Légion d'honneur (décret du 17 janvier 1920)
  -  Officier de la Légion d'honneur (décret du 12 juillet 1912)
  -  Chevalier de la Légion d'honneur (décret du 12 juillet 1898)
- Médaille coloniale (agrafe Madagascar)
- Médaille commémorative de l'expédition du Tonkin
- Médaille commémorative de Madagascar (1896)

### Décorations étrangères
- Commandeur de l'Ordre de la Couronne d'Italie ( Italie)
- Commandeur de l'Aigle Blanc ( Serbie)
- Compagnon de l'Ordre du Bain ( Royaume-Uni)[9]